# Tõrve
Tõrve – wieś w Estonii, w prowincji Jõgeva, w gminie Puurmani.